# Reposacabezas (mobiliario)

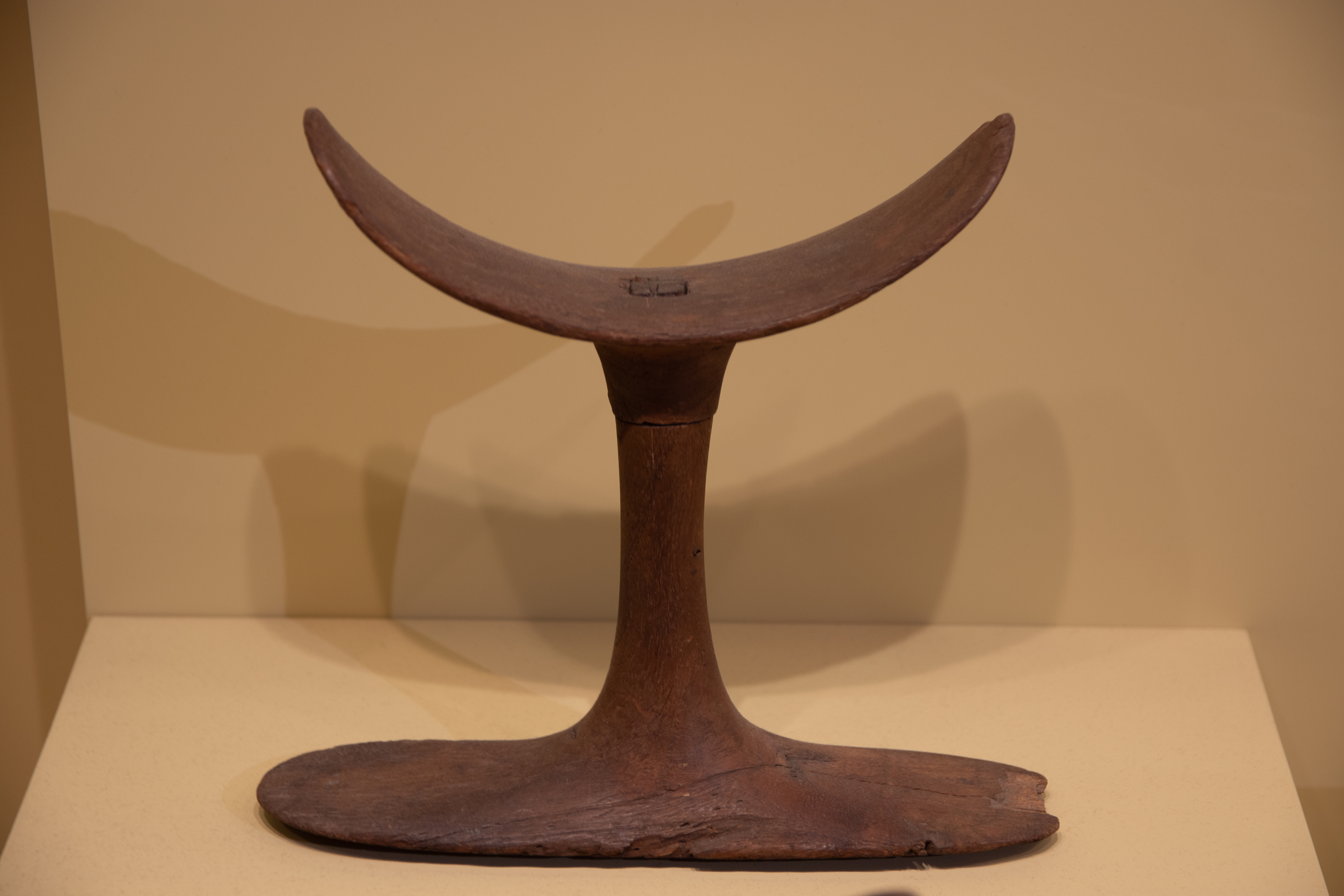
Reposacabezas egipcio.

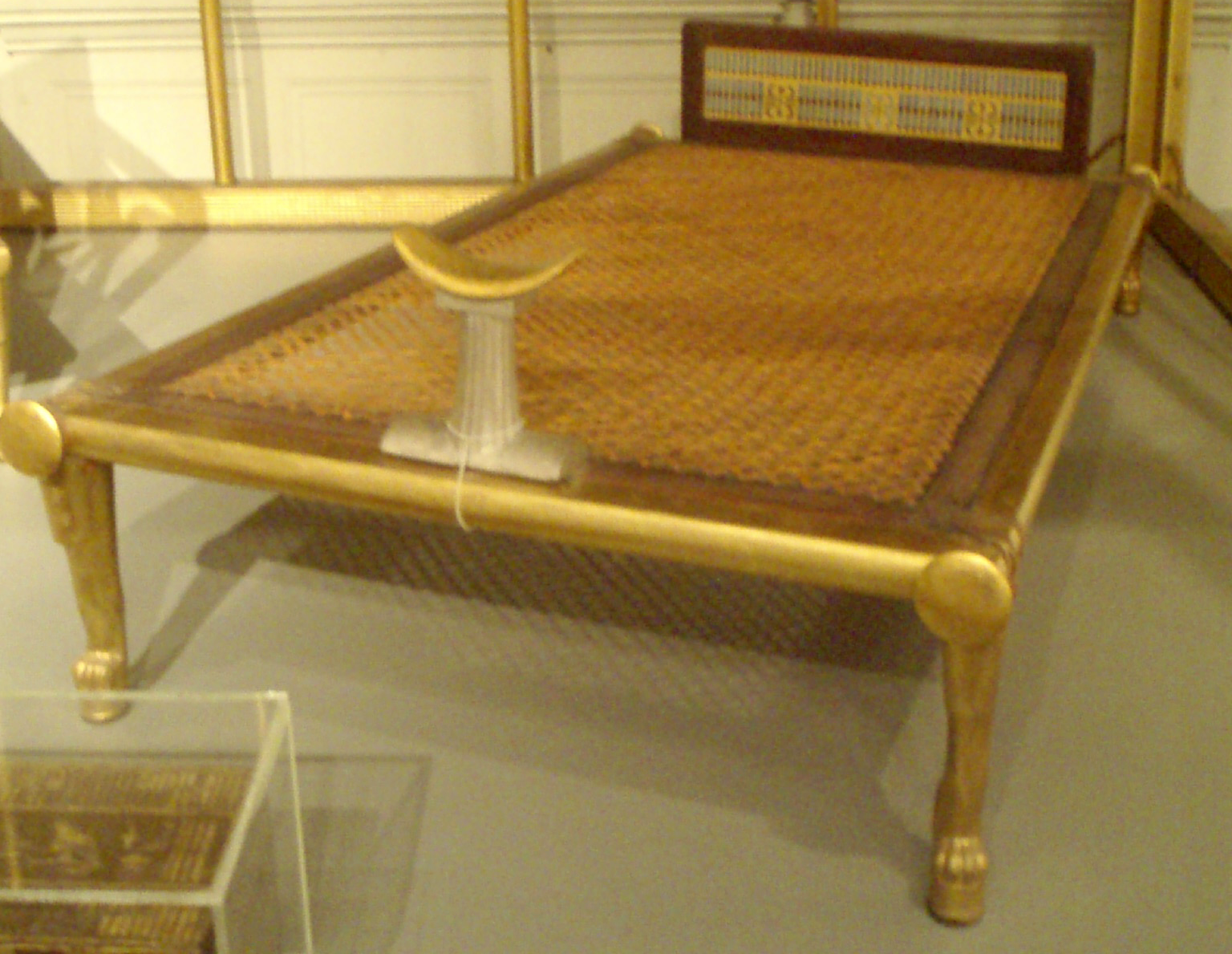
Cama y reposacabezas de Heteferes I.

Un reposacabezas, en la antigüedad, es un utensilio en el que se apoya la cabeza al estar acostado en la cama.
En determinadas partes del Oriente Próximo, como en el Antiguo Egipto, la población local utilizaba reposacabezas de madera, en lugar de almohadas, para dormir debido, a la calidez del clima. 
Porfirio, suponía sin embargo, que este tipo de reposacabezas se limitaba prácticamente a los sacerdotes. Las clases más pudientes utilizaban el alabastro y los decoraban con jeroglíficos. En otros casos, utilizaban preferentemente madera de tamarisco o sicomoro y los más baratos de piedra, cerámica o de mimbre de hojas de palmera. Tanto en el ajuar funerario de Tutankamón como en el de la reina Heteferes I, madre de Jufu (Keops), se han encontrado camas con reposacabezas como los de las ilustraciones.